# Дах смрти
Дах смрти (енгл. The Living Daylights) je шпијунски филм из 1987. године и петнаести у серији Џејмс Бонд британског продуцента Eon Productions-а, као први са Тимотијем Далтоном у главној улози. Наслов филма је преузет из истоимене кратке приче Ијана Флеминга, чија радња формира основу првог чина овог филма. Ово је био финални филм о Џејмсу Бонду који је преузео наслов из неког Флеминговог дела све до 2006. године, када је издат филм Казино Ројал. Филм су продуцирали Алберт Броколи, Мајкл Вилсон и Барбара Броколи. Филм је зарадио преко 191,2 милион долара широм света и примио је помешане критике критичара.

## Радња
У прологу, агенти 002, 004 и 007 падобраном се спуштају на Гибралтар како би тестирали своје одбрамбене снаге. Агента 002 одмах заробљава САС (Special Air Service), док Џејмс Бонд и 004 почињу да се пењу преко стена до базе. Док се пењу, појављује се убица и пошаље цедуљицу преко ужета на којој пише Smert' Shpionam, пре него што га је пререзао, убивши агента 004. Бонд почиње да прати убицу у Лендроверу пуном експлозива кроз уске улице Гибралтара, што завршава падом аута преко литице. Бонд успева да побегне, док убица гине.
Почетак филма повезан је са главном радњом, где Бонд помаже совјетском пребегу, КГБ-овом генералу Георгију Коскову да пребегне на Запад, штитећи га у концертној дворани у Братислави, у Чехословачкој. Бонд примећује да је снајпериста који прати Коскова прекрасна челисткиња из оркестра, девојка звана Кара Миловиј. Сумњајући да она није убица, хицем јој избија пушку из руку, поштедевши јој живот, док истовремено олакшава Косковљев бег из дворане.
У Енглеској, генерал Косков информише MI6 да је стару КГБ-ову политику Smert' Shpionam − дословно „Смрт шпијунима” − поново оживeо генерал Леонид Пушкин. Група КГБ-ових агената, предвођена убицом Некросом, отима и враћа Коскова у Русију. 
Бонд креће у Братиславу како би убио генерала Пушкина. Међутим, убрзо почиње да сумња да је Косков инсценирао своју издају, након што је открио како је Миловијина пушка била напуњена ћорцима. Побегавши са Каром Миловиј у Беч, Бонд се састаје с агентом MI6-а, Сандресом, који му открива везу између Коскова и продавца оружја, „генерала” Бреда Витакера, који покушава да прода КГБ-у оружје високе технологије.
Бонд и Пушкин се састају у Тангеру. Пушкин му открива да је истраживао Коскова у вези проневера владиних средстава. Бонд и Пушкин договарају се да инсценирају Пушкиново убиство, што ће присилити Витакера и Коскова да наставе са својим планом; Бонд „убија” Пушкина за вријеме говора на конвенцији трговаца у Тангеру.
Миловијева је сазнала где је Косков и контактирала га. Он је уверава да је Бонд агент КГБ-а који покушава да га убије. Она му помаже да ухвати Бонда, схвативши прекасно да ју је Косков преварио. Након што их је Косков заробио, Бонд и Миловијева су одведени у совјетску ваздушну базу у Авганистану. Успевају да побегну и да ослободе осуђеног затвореника. Затвореник је Камран Шах, вођа локалних муџахедина. Бонд открива да Витакер и Косков плаћају дијамантима за велику пошиљку опијума и тако набављају оружје за Совјете.
Муџахедини помажу Бонду и Миловијевој да уђу у базу. Бонд поставља бомбу у теретни авион који превози опијум, али га Косков препознаје. Бонд отима авион, док муџахедини нападају ваздухопловну базу. Миловијева се придружује Бонду у авиону и преузима контролу, док Бонд одлази да деактивира бомбу. Међутим, у авиону се сакрио Некрос, који напада Бонда. Миловијева случајно отвара врата за терет, а Бонд и Некрос испадају из авиона, али се хватају за мрежу која држи опијум; Бонд шаље Некроса у смрт и деактивира бомбу.
Миловијева прелети преко Камран Шаха, којег прогоне Совјети преко моста. Бонд убија Совјете бомбом и помаже муџахединима у победи.
Бонд стиже у Витакерову резиденцију док овај игра тактичку Битку код Гетизбурга. Након што му је Бонд рекао да је опијум спаљен, Витакер одлучује да га убије. 
У последњем сукобу са Витакером, Велингтонова биста пада на Витакера, а Бонд добацује, „Доживео је свој Ватерло”. КГБ спасава Бондов живот након што су агенти, предвођени генералом Пушкином, упали и убили Витакеровог чувара који је напао Бонда. Ту је и генерал Косков и, мада није убијен, враћен је у Москву у "дипломатској торби”.

## Улоге
| Глумац            | Улога                  |
| ----------------- | ---------------------- |
| Тимоти Далтон     | Џејмс Бонд/007         |
| Марјам Д'Або      | Кара Милови            |
| Џо Дон Бејкер     | Бред Витакер           |
| Арт Малик         | Камран Шах             |
| Џон Рис-Дејвис    | генерал Леонид Пушкин  |
| Јерун Крабе       | генерал Георгиј Косков |
| Андреас Вишњевски | Некрос                 |
| Керолајн Блис     | Мис Манипени           |
| Роберт Браун      | М                      |
| Дезмонд Левелин   | Кју                    |
| Џон Тери          | Феликс Лајтер          |
| Валтер Готел      | генерал Анатол Гогољ   |
| Џефри Кин         | сер Фредерик Греј      |